# 魏秋月
魏秋月（1988年9月26日—），天津人，前中國女子排球運動員，司職二傳手。曾效力於天津渤海銀行女排，披7號球衣。在2008-2012年間擔任中國女子排球隊隊長。曾三度代表中國女排參加奧運會，並在2016年里約奧運會與隊伍奪得金牌。2017年9月正式退役。2018年1月当选为共青团天津市委副书记。

## 個人經歷
5歲進入天津市少體校排球預備班，2000年進入天津市體校，2003年5月被現任天津女排主教練王寶泉從天津市體校調入天津女排一綫隊，2003年—2006年1月其間先後進入國少隊、國青隊，並成為天津女排主力二傳手。2006年2月以臨時借調的身份入選國家隊，2007年正式進入國家隊，並以主力二傳身份隨國家隊打了四十餘場國際大賽。2008年代表中國國家女排參加北京奧運會。2010年以女排主力二传兼女排队长身份参加女排世锦赛，仅获第十名，创中国女排在世锦赛上的最差成绩。但是魏秋月个人却获得了当届女排世锦赛最佳二传奖的荣誉，并饱受质疑。2011年中国女排在俞觉敏带队下低调出征世界杯赛，却意外获得第三名，并且是所有参赛队伍中唯一一支每场比赛都有得分进账的球队，因此也直接获得了伦敦奥运会参赛资格。魏秋月个人在二传技术统计中，仅次于日本女排主力二传竹下佳江，排名第二。
2013年，新的奥运会周期由郎平入主中国女排調整陣容，魏秋月退下隊長之位，并且赴阿塞拜疆联赛打球。但是2013年的全国女排联赛第一阶段天津女排表现不佳，原有的主力二传米杨和主教练王宝泉之间关系紧张，并直接导致米杨被调整出队，魏秋月火速赶回天津女排效力，并带领天津女排取得联赛亚军。2014赛季，郎平重新征召魏秋月入队，魏秋月的伤病得到了控制，并且重新回到了中国女排主力二传的位置，並以主力二傳身份參加2014年女排世錦賽，其豐富的經驗及出色的表現，帶領新一屆的中國女排奪得銀牌。2015年，魏秋月在郎平的安排下，赴美進行膝蓋手術，並休養多月，令她在2015年有八成時間未能代表國家隊出賽，至2015年女排世界杯才以第二替補二傳身份進入14人名單。2016年，魏秋月依舊以老将的身份入選國家隊集訓大名單，而她一直直言希望可代表國家隊參與多一屆奧運，這亦是她的夢想。
2016年，面對二傳位置的激烈競爭，魏秋月最後憑經驗順利入選中國女排奧運會的最終12人名單，在奧運會中亦得到不少首發機會，表現穩定，更在最关键的四分之一决赛中率领球队成功逆转巴西队。最終與中國女排在2016年奥林匹克运动会奪得金牌。
多年来的征战使得魏秋月的膝盖积水严重，也影响到了她防守端的发挥，在郎平的安排下，魏秋月的伤病有所缓解。
2016年底，魏秋月接受了中国女排助理教练袁灵犀的求婚，定于2017年举行婚礼。
2017年9月，魏秋月参加了在天津举行的第十三届全国运动会并代表运动员宣誓，在全运会女排比赛后正式宣布退役，并同天津女排一众老队员向现场观众告别。
2018年1月，当选为共青团天津市委副书记。
2020年1月20日，魏秋月產下一子。

## 獎項

### 個人榮譽
- 2007年瑞士女排精英賽：最佳二傳
- 2007年世界女排大獎賽：最佳二傳
- 2010年世界女子排球錦標賽：最佳二傳
- 2010年瑞士女排精英賽：最佳二傳
- 2011年亞洲女子排球錦標賽：最佳二傳

### 俱樂部
- 2007年全國女排錦標賽： - 金牌
- 2007-2008年中國女子排球聯賽： - 金牌
- 2008年全國女排大獎賽]： - 金牌
- 2008年亞俱杯： - 金牌
- 2008-2009年中國女子排球聯賽： - 金牌
- 2009年全國女排大獎賽]： - 金牌
- 2009年亞俱杯： - 銀牌
- 中华人民共和国第十一届运动会女排： - 金牌
- 2009-2010年中國女子排球聯賽： - 金牌
- 2010-2011年中國女子排球聯賽： - 金牌
- 2011-2012年中國女子排球聯賽： - 銅牌
- 2012-2013年中國女子排球聯賽： - 金牌
- 中华人民共和国第十二届运动会女排： - 金牌
- 2013-2014年中國女子排球聯賽： - 銀牌
- 2015-2016年中國女子排球聯賽： - 金牌
- 2016-2017年中國女子排球聯賽： - 銅牌

### 國家隊
- 2007年瑞士女排精英賽： - 金牌
- 2007年世界女排大獎賽： - 銀牌
- 2008年夏季奧林匹克運動會女子排球比賽： - 銅牌
- 2009年香港東亞運動會女子排球比賽： - 金牌
- 2009年義大利女排四國邀請賽： - 銅牌
- 2009年中国国际女排精英赛河南漯河站： - 金牌
- 2009年中国国际女排精英赛江苏昆山站： - 金牌
- 2010年瑞士女排精英賽： - 金牌
- 2010年中国国际女排精英赛河南漯河站： - 銀牌
- 2010年中国国际女排精英赛浙江杭州站： - 金牌
- 2011年世界盃女子排球賽： - 銅牌
- 2011年亞洲女子排球錦標賽： - 金牌
- 2011年中国国际女排精英赛舟山站： - 金牌
- 2011年中国国际女排精英赛宁波北仑站： - 金牌
- 2014年世界女子排球錦標賽： - 銀牌
- 2014年中国国际女排精英赛宁波北仑站： - 金牌
- 2014年中国国际女排精英赛郴州站： - 金牌
- 2015年亞洲女子排球錦標賽： - 金牌
- 2015年世界盃女子排球賽： - 金牌
- 2016年瑞士女排精英賽： - 金牌
- 2016年夏季奧林匹克運動會女子排球比賽： - 金牌